# Мадагаскарські сукулентні рідколісся
Мадагаскарські сукулентні рідколісся (ідентифікатор WWF: AT1312) — афротропічний екорегіон пустель і склерофітних чагарників, розташований на заході та південному заході Мадагаскару.

## Географія
Екорегіон мадагаскарських сукулентних рідколісь охоплює західні та південно-західні райони острова Мадагаскар. Він простягається від південного заходу Менабе через східні райони Аціму-Андрефани до північних районів Андруа та західних районів Анузі. На півночі регіон переходить у мадагаскарські сухі листяні ліси, а на півдні та південному заході — у ще більш сухі мадагаскарські колючі хащі. На сході, в горах Центрального нагір'я, на висоті понад 600 м над рівнем моря, сукулентні рідколісся регіону переходять у мадагаскарські помірно вологі ліси.
З геологічної точки зору основу прибережної частини екорегіону складають неконсолідовані піски, а внутрішніх районів — третинні вапняки та пісковики. На півдні регіону також трапляються метаморфічні та магматичні породи фундаменту. На більшій частині регіону переважають піщані ґрунти, а в долинах річок, таких як Мангокі та Унілахі, — алювіальні ґрунти. Рельєф регіону переважно представлений рівнинами, які поступово спускаються до Мозамбіцької протоки, однак подекуди, наприклад в масиві Макай, трапляються великі скельні відслонення, порізані глибокими, стрімкими долинами.

## Клімат
В межах екорегіону домінує посушливий тропічний клімат, який характеризується чітко вираженим сухим сезоном, який триває з травня по жовтень. Територія регіону лежить у дощовій тіні Мадагаскарського нагір'я, яке блокує надходження вологих повітряних мас з Індійського океану. Середньорічна кількість опадів тут коливається від 575 до 1330 мм, з яких більшість (в середньому 750 мм) випадає під час вологого сезону з листопада по квітень. Середньодобова температура коливається від 25 °C до 31 °C.

## Флора
Рослинний покрив екорегіону є подібний до рослинного покриву мадагаскарських сухих листяних лісів, однак вирізняється переважанням ксерофітних видів, пристосованих до більш посушливих умов. Ці рослини часто є сукулентами, тобто мають пристосування, які дозволяють їм накопичувати воду. Під час тривалого сухого сезону рослини екорегіону скидають листя і фотосинтезують за допомогою стебла.
Ліси та рідколісся екорегіону зазвичай досягають 15 м у висоту. Їх основу складають різні представники родин Молочаєві (Euphorbiaceae) та Бобові (Fabaceae), ендемічні баобаби Грандід'є (Adansonia grandidieri), які перебувають під загрозою зникнення, та баобаби за (Adansonia za), а також деякі ендемічні товстоноги (Pachypodium spp.) та хазомаланієві дерева (Hernandia voyronii). В чагарниковому ярусі переважають представники родин Сапіндові (Sapindaceae), Молочаєві (Euphorbiaceae), Фісташкові (Anacardiaceae) та Бурзерові (Burseraceae).

## Фауна
Серед поширених в екорегіоні ссавців слід відзначити сіфаку Верро (Propithecus verreauxi), рудолобого лемура (Eulemur rufifrons), товстохвостого лемура (Cheirogaleus medius), західного вильчастосмугого лемура (Phaner pallescens), сірого мишачого лемура (Microcebus murinus), фоссу (Cryptoprocta ferox), звичайного тенрека (Tenrec ecaudatus), великого їжакового тенрека (Setifer setosus) та рудого крилана (Pteropus rufus), а також майже ендемічних карликових лемурів Кокереля (Mirza coquereli), земляних тенреків (Geogale aurita), малих їжакових тенреків (Echinops telfairi) та мадагаскарських криланів (Eidolon dupreanum). Ендеміками екорегіону є вузькосмугі кумани або бокібокі (Mungotictis decemlineata), велетенські мальгашощури (Hypogeomys antimena), рудохвості лемури (Lepilemur ruficaudatus), лепілемури Хаббарда (Lepilemur hubbardorum) та крихітні мишачі лемури (Microcebus berthae), найменші примати світу.
Серед поширених в екорегіоні птахів слід відзначити мадагаскарську куріпку (Margaroperdix madagarensis), мадагаскарську горлицю (Nesoenas picturatus), малагасійського вінаго (Treron australis), мадагаскарського рябка (Pterocles personatus), мадагаскарського яструба (Accipiter madagascariensis), мадагаскарського канюка (Buteo brachypterus), мадагаскарську сову (Asio madagascariensis), смугастогрудого боривітра (Falco zoniventris), великого папугу-вазу (Coracopsis vasa), рудоголового коуа (Coua ruficeps), східного коуа (Coua coquereli), мадагаскарського одуда (Upupa marginata), руду вангу (Schetba rufa), серподзьобу вангу (Falculea palliata), кінкімаво (Tylas eduardi), мадагаскарського шикачика (Ceblepyris cinereus), мадагаскарського фірлюка (Eremopterix hova), мадагаскарську мунію (Lepidopygia nana) та червоного фуді (Foudia madagascariensis). Майже ендемічними представниками екорегіону є реліктові тетраки (Xanthomixis apperti), білогруді роутело (Mesitornis variegatus), пустельні цикіріті (Nesillas lantzii) та довгохвості підкіпки (Uratelornis chimaera), а також мадагаскарські чирянки (Anas bernieri) та мадагаскарські пісочники (Charadrius thoracicus), які трапляються на узбережжях регіону.
Серед поширених в екорегіоні плазунів слід відзначити мадагаскарську ігуану Кюв'є (Oplurus cuvieri), мадагаскарського халародона (Chalarodon madagascariensis) та майже ендемічних фельзум Стандінга (Phelsuma standingi) та брукезій Брігу (Brookesia brygooi). Ендеміками екорегіону є гекони-вазімби (Paroedura vazimba) та дуже рідкісні пласкохвості павукові черепахи (Pyxis planicauda). Серед майже ендемічних амфібій, поширених в регіоні, слід відзначити Heterixalus luteostriatus та Dyscophus insularis.

## Збереження
Як і в багатьох інших екорегіонах країни, основною загрозою для збереження природи сукулентних рідколісь Мадагаскару, є пожежі, які люди навмисно розпалюють з метою розчистити територію під поля та пасовища. Часті пожежі призводять до фрагментації ізольованих осередків природної рослинності. Серед інших загроз слід відзначити вирубку лісів, перевипас худоби та полювання.
Оцінка 2017 року показала, що 1851 км², або 2 % екорегіону, є заповідними територіями. Природоохоронні території включають: Національний парк Зомбіце-Вохібасія, Національний парк Кірінді-Мітеа, Спеціальний заповідник Андраномена, Спеціальний заповідник Беза-Махафалі та Заповідну зону Менабе-Антімена.